# 1806 год в театре

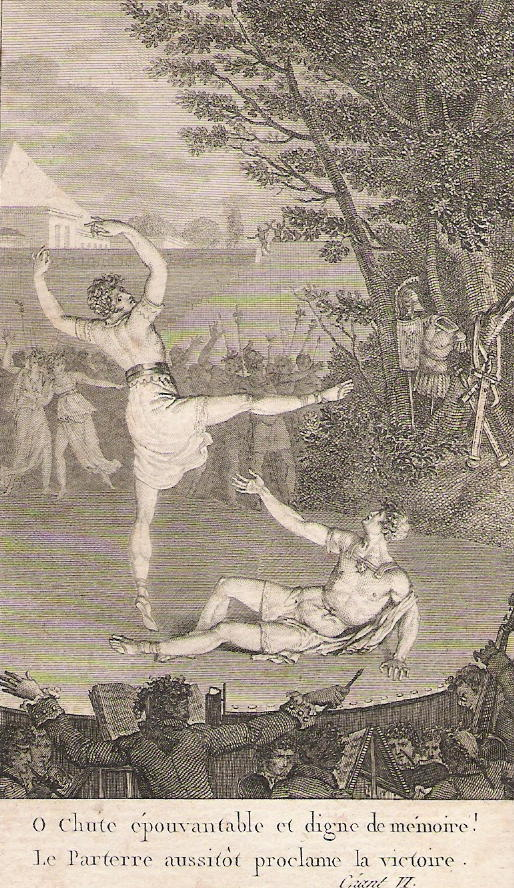
Фронтиспис поэмы Жозефа Бершу «Танец, или Боги Оперы»

1806 год в театре

## События
- 10 (22) апреля — в Москве, во флигеле дома Пашкова открылся театр на Моховой, призванный заменить сгоревший в 1805 году Петровский театр. Для укомплектования труппы Московского императорского театра казной были полностью выкуплены несколько частных крепостных театров с предоставлением вольной всем музыкантам и артистам.
- В Петербурге состоялась премьера комедии Ивана Крылова «Модная лавка» (Сумбуров — Василий Рыкалов, Сумбурова — Христина Рахманова).

Большой успех имела „Модная лавка“, оригинальная комедия И. А. Крылова в трёх действиях, где между прочим при обыске контрабанды находят помещицу Сумбурову в шкафу, где она скрывалась из боязни быть настигнутою мужем в модной лавке. Рыкалов был превосходен в роли Сумбурова.— П. Н. Арапов. Летопись русского театра.
- В Париже опубликована поэма Жозефа Бершу[фр.] «Танец, или Боги Оперы», посвящённая танцовщикам парижской Оперы Вестрису, Дюпору, Гарделю, Нивелону и др.

## Деятели театра

### Родились
- 9 марта, Филадельфия — американский актёр Эдвин Форрест.
- 18 марта — Луи-Жозеф Альвен, бельгийский драматург.

### Скончались
- 14 февраля, Тур — французский танцовщик и балетмейстер, автор балета «Тщетная предосторожность» Жан Доберваль.